# Technische Richtlinien Vorbeugender Brandschutz
Die Technischen Richtlinien Vorbeugender Brandschutz (TRVB) sind in Österreich Richtlinien, die auf vielen Gebieten als Grundlage für den vorbeugenden Brandschutz herangezogen werden.
Sie werden vom Österreichischen Bundesfeuerwehrverband und den Brandverhütungsstellen erarbeitet.

## Normative Wirkung
Die TRVB haben selbst keine Gesetzeskraft. Auf die TRVB beziehen sich teilweise Landesgesetze in Österreich, die den Brandschutz betreffen. Die TRVB bewirken in Österreich de facto eine Harmonisierung auf Bundesebene.
Richtlinien der TRVB können durch einen Bescheid, der im Zuge z. B. der Bauverhandlungen für ein bestimmtes Bauvorhaben erlassen wird, als Grundlage für die Errichtung, den Betrieb bzw. die Wartung in Bezug auf den Brandschutz im Gebäude von der Behörde als anwendbar erklärt werden.
Als Stand der Technik wurden die TRVB bislang lediglich in Bezug auf Wandhydrantenschränke (TRVB F 128) von der Rechtsprechung anerkannt.

## Gliederung
Die einzelnen Vorschriften werden mit Nummern und dem Erscheinungsjahr bezeichnet. Je nach Fachgebiet wird diese TRVB-Nummer mit dem vorangestellten Kennbuchstaben versehen:
- A – Allgemeines
- B – Bauwesen
- C – Chemie
- F – Abwehrender Brandschutz
- E – Elektronik
- H – Heizen
- N – Nutzung
- O – Organisation
- S – Installationsrichtlinien

Beispiel E102/2005: E für Elektronik – 102 für Fluchtweg-Orientierungsbeleuchtung – 2005 letztes Erscheinungsjahr
Siehe Liste der Technischen Richtlinien Vorbeugender Brandschutz